# Maximiano (poeta)
Maximiano Etrusco, en latín original Maximianus Etruscus (¿siglo VI d. C.?), fue un poeta elegíaco romano tardío, famoso por su negra pintura de los males de la edad provecta o vejez.

## Biografía
No se sabe casi nada de la vida de Maximiano, salvo lo que cuenta en sus obras conservadas, seis elegías en total. Afirma ser de origen etrusco o nacido en la Italia central (me ... Etruscae gentis alumnum, V, 5 y 40); se formó en Roma (I, 10 y 63) y desarrolló una exitosa carrera política (I, 9-10 y 13-14); era amigo del filósofo Boecio, a quien llama «el mayor investigador de los grandes asuntos» (magnarum scrutator maxime rerum, III, 47) y afirma que, ya anciano, fue enviado como embajador a la corte del emperador en Constantinopla (V, 1-4) con motivo de las guerras góticas, probablemente hacia 550 d. C. Fue un poeta más bien tardío, pues todas sus obras reflejan los males de la senescencia, y posiblemente era de confesión pagana, porque sus poemas son muy sensuales, aunque elogia la virginidad en su elegía III.
Algunos estudiosos, sin embargo, han sostenido que sus poemas fueron compuestos por varias personas y en varias épocas y que no hay nada en ellos, ni siquiera el nombre de Maximiano, que deba ser tomado como información fiable, e incluso afirman que sus poemas pudieron ser compuestos entre el siglo VI y el IX. Sin embargo, Casiodoro (ca. 490 - 583 d. C.) dirigió una carta (Varia, I, 21) a un tal Maximiano en quien podríamos ver seguramente a este autor, y esto cuadra en el tiempo con la primera mitad del siglo VI y la alusión a Boecio.

## Obra
Se han conservado seis elegías en dísticos elegíacos, un total de 686 versos muy homogéneos en cuanto a su temática, ya que tratan de los problemas sexuales y achaques que ocasiona la edad. Como poeta elegíaco romano se suele considerar el último, cronológicamente hablando, tras Cornelio Galo, Gayo Valerio Catulo, Sexto Propercio, Albio Tibulo y Ovidio. 
En la elegía primera compara la vejez a las miserias que provoca una cárcel y define como «muerte en vida». La segunda menciona cómo había amado mucho a Lycoris, pero esta lo abandonó cuando él comenzó a envejecer; la tercera y cuarta mencionan dos pasiones juveniles; en la primera, por Aquilina, incluye una descripción de los efectos del amor; en la segunda, por la bailarina Cándida. La quinta narra un encuentro sexual, frustrado a causa de su impotencia, con una muchacha griega, durante su embajada en el Este; y la sexta, a manera de epílogo, consta de solo doce versos y expresa su horror ante la muerte inminente y el deseo de que su obra perdure. 
La lírica de Maximiano utiliza una lengua muy clásica, con especiales reminiscencias de Ovidio y ciertos defectos métricos achacables a la época en que fue realizada y, con toda su tristeza ante el envejecimiento y su miedo ante la muerte representa un adecuado fin de la cultura pagana y su alegría de vivir.

## Recepción
Pese a su contenido erótico, las elegías de Maximiano se transmitieron bien porque formaron parte del corpus utilizado por los gramáticos de los siglos XI y XII para enseñar a los escolares los rudimentos del latín, y, aunque se le tenía por moralizante a causa de su negra visión del amor, a Alexandre de Villedieu no le gustaba que un autor tan escabroso se usara para formar a los muchachos:
Quamvis haec non sit doctrina satis generalis, / proderit ipsa tamen plus nugis Maximiani («Aunque la instrucción de Alejandro no baste del todo, / es más rentable que las bagatelas de Maximiano»).
Maximiano fue leído y utilizado en Inglaterra por Chaucer y otros autores y en Francia por Baudry de Bourgueil, Walter de Chatillon y Alain de Lille. En el siglo XV ya había ediciones impresas de Maximiano, aunque fue la edición veneciana de 1501 del napolitano Pomponio Gaurico la que más llamó la atención entre los eruditos del Renacimiento, porque sustituyó el nombre del autor por el de Cornelius Gallus, el primero de los elegíacos latinos del siglo I a. C., de forma que los poemas de Maximiano fueron confundidos con los escasos restos de los de Cornelio Galo durante cientos de años hasta el siglo XVIII y el texto del Pseudo-Galo se añadió como apéndice a las poesías de Catulo, Tibulo y Propercio. La superchería ya había sido denunciada por el humanista Petrus Crinitus en su De poetis Latinis (1505), pero la confusión perduró.
A Gauricus se debe, sin embargo, el haber sido el primero en dividir el poema de Maximiano en seis elegías, pues en casi todos los manuscritos aparece como una sola obra, un solo poema continuo desde el principio hasta el final; la división fue respetada por todos los editores posteriores.